# Trasa Staromostowa w Toruniu
Trasa Staromostowa w Toruniu – droga główna w Toruniu. Rozpoczyna się na drodze ekspresowej S10 (na tzw. Węźle Kluczyki), przechodzi przez Podgórz, plac Armii Krajowej, most im. Józefa Piłsudskiego, plac Rapackiego, plac Niepodległości, Chełmińskie Przedmieście, Trasę Prezydenta Władysława Raczkiewicza, ul. Polną do granicy miasta.
Trasa Staromostowa jest jednym z głównych elementów układu drogowego Torunia.

## Nowy wariant
17 kwietnia 2024 podpisana została umowa na przebudowę drogi wojewódzkiej nr 553 (Trasy Staromostowej) z równoległą inwestycją na drodze krajowej nr 91. Wartość kontraktu dotyczącego Trasy Staromostowej wynosi 18,18 mln zł. Termin zakończenia prac przewidziano na listopad 2025, z możliwością korekt wynikających z dodatkowych uzgodnień projektowych.
Pierwotny projekt zakładał budowę dwujezdniowej trasy z dwoma pasami ruchu w każdą stronę. W maju 2024 roku, po konsultacjach z mieszkańcami, kupcami z Targowiska Miejskiego oraz przedstawicielami rad okręgów, prezydent Torunia Paweł Gulewski polecił analizę możliwości modyfikacji inwestycji. W efekcie opracowano trzy warianty, z których wybrano wersję jednojezdniową, uznaną za kompromis pomiędzy bezpieczeństwem ruchu a oczekiwaniami społecznymi.

### Charekterystyka nowego wariantu
Ostateczny wariant przewiduje:
- jedną jezdnię z jednym pasem ruchu w każdą stronę,
- rondo oraz skrzyżowania zapewniające płynność ruchu,
- dodatkowe przejścia dla pieszych (m.in. przy cmentarzu i ul. Gałczyńskiego),
- ciąg pieszo–rowerowy o długości ok. 480 m w każdą stronę,
- redukcję powierzchni utwardzonych na rzecz terenów zielonych,
- minimalizację wycinki drzew (ok. 115 sztuk; planowane nasadzenia – ok. 130),
- 297 miejsc parkingowych z nawierzchnią przepuszczającą wodę.

W ramach inwestycji konieczne będzie zmniejszenie powierzchni Targowiska Miejskiego o ok. 600 m².

### Parametry techniczne
- długość odcinka: ok. 480 m,
- szerokość jezdni: 7–10,5 m (lokalnie 4–8 m),
- szerokość chodników: ok. 2 m,
- szerokość drogi rowerowej: 2,5 m.

## Archeologia
W trakcie budowy Trasy Staromostowej w Toruniu odkryty został fragment dawnej maszynowni wytwórni lodu z 1895 roku. Część znaleziska trafi do Muzeum Twierdzy Toruń. Całość inwestycji jest pod nadzorem konserwatora zabytków.